# Francisco Elguero
Francisco Elguero (Morelia, Michoacán, 1856 - ibídem, 1932) fue un abogado, político, historiador y académico mexicano.

## Semblanza biográfica
Sus padres fueron Manuel Elguero y Guadalupe Iturbide. Estudió en el Ateneo Mexicano siendo discípulo de Rafael Ángel de la Peña. Realizó sus estudios de preparatoria y profesionales en el Seminario Conciliar de Morelia, obteniendo el título de licenciado en Derecho en 1880. De 1881 a 1883 fue juez en Zamora. Hacia 1910, fue presidente del Círculo Católico de Morelia. Siguió ejerciendo su profesión en Morelia y en la Ciudad de México, lugar en donde se asentó en 1911. Fue elegido diputado por Zamora al Congreso de la Unión de 1912 a 1913, pero esta Legislatura fue disuelta por Victoriano Huerta.
Por un corto período de tiempo, impartió clases de elocuencia forense en la Escuela Nacional de Jurisprudencia. Debido a los acontecimientos de la Revolución mexicana —junto con su hijo José Elguero—, se exilió en Estados Unidos de 1914 a 1916 y en La Habana de 1916 a 1919. Durante su estancia en Cuba fue cofundador de la revista América Española y publicó más de trescientos artículos de efemérides históricas y apologéticas. Además, publicó las revistas Reliquias de América Española y Museo Intelectual.
Durante su exilio se dedicó al estudio de la historia, las letras, la filosofía, el derecho y la apologética contemporánea.  De regreso en México, nuevamente impartió cátedra y publicó artículos en prensa, opúsculos y libros. En 1921, fue nombrado miembro de número de la Academia Mexicana de la Historia, ocupó el sillón N° 23. Fue elegido miembro correspondiente de la Academia Mexicana de la Lengua. Murió en su ciudad natal en 1932.

## Obras publicadas
- La Inamculada, disertación filosófica e histórica, 1905.
- Recuerdos de viaje, 1909.
- La anarquía demagógica y la administración de justicia en Michoacán, 1912.
- "Iturbide  la juventud mexicana", en El Estudiante, 1914.
- Noticias curiosas acerca de don Agustín de Iturbide, 1921.
- "Himno a Iturbide", en América Española, 1921.
- "Conquista civilizadora", en América Española, 1921.
- La Divina comedia, el Quijote y el Fausto.
- Reliquias de la América española, 1922.
- Historia de las leyes de Reforma hasta la caída del general Díaz. Recuerdos de un desterrado.
- "Las Leyes de Reforma en México", en América Española, 1922.
- La tragedia de Padilla, drama en tres actos, 1924.